# Charles Hamilton, 2. Baronet (of Marlborough House)

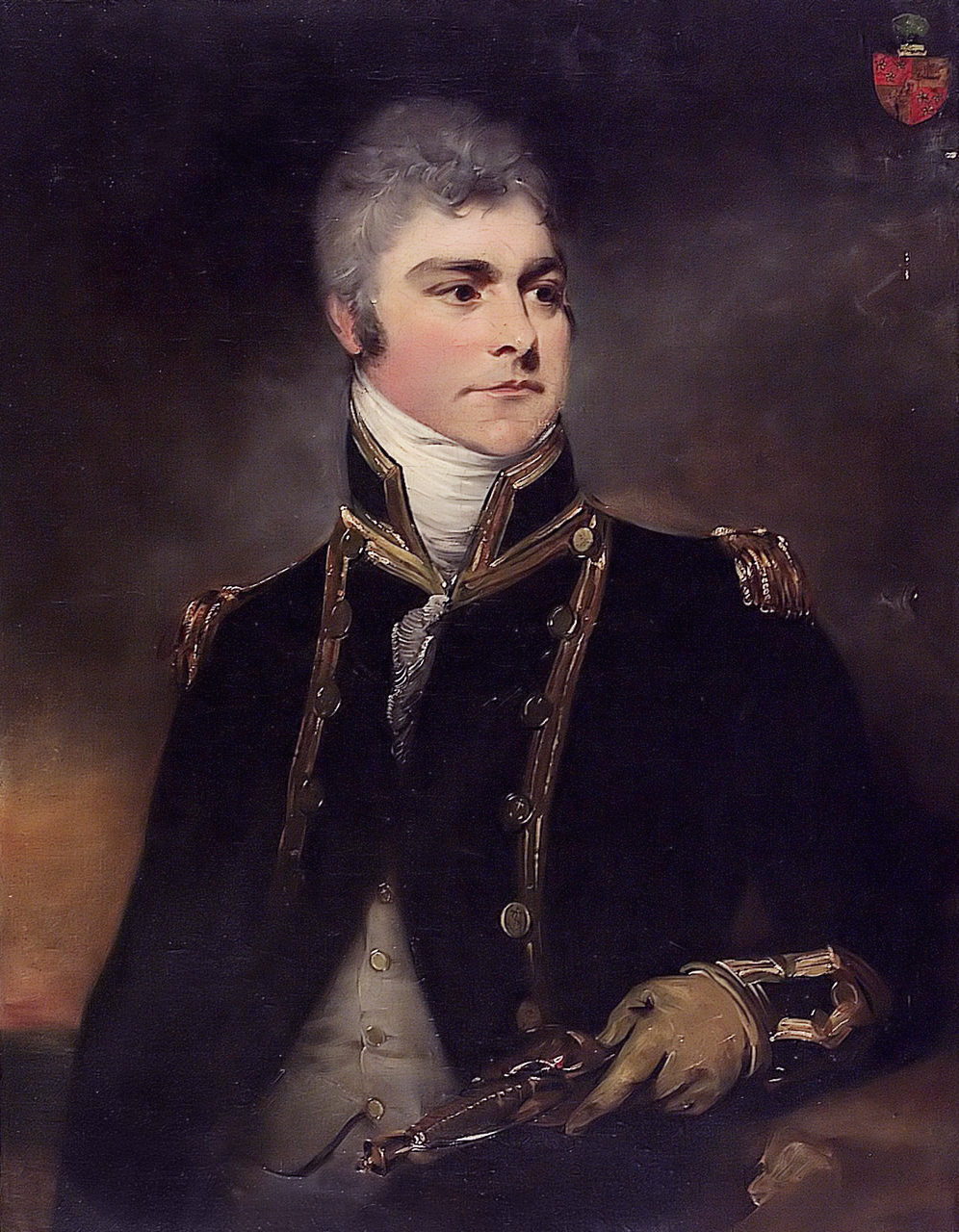
Admiral Sir Charles Hamilton, Bt, (um 1800, Gemälde von William Beechey)

Sir Charles Hamilton, 2. Baronet (* 25. Mai 1767; † 14. September 1849 in Iping, Sussex) war ein britischer Marineoffizier, Parlamentsabgeordneter und Gouverneur von Neufundland.

## Leben
Er begann seine seemännische Karriere bei der Royal Navy im Alter von neun Jahren auf dem Schiff seines Vaters, der Hector. Er besuchte von 1777 bis 1779 die Royal Naval Academy in Portsmouth. 1781 wurde er zum Lieutenant, 1789 zum Commander und 1790 zum Captain befördert. Hamilton wurde Kommandant einer Reihe von Schiffen und nahm insbesondere im Rahmen der Koalitionskriege an einigen Seegefechten teil. Parallel zu seiner Marinekarriere war er zwischen 1790 und 1812 eines von zwei Mitgliedern des britischen House of Commons für das Borough St Germans in Cornwall. Beim Tod seines Vaters 1784 erbte er dessen Adelstitel Baronet, of Marlborough House, Portsmouth, in the County of Southampton, der diesem 1776 in der Baronetage of Great Britain verliehen worden war. Von 1801 bis 1802 und von 1803 bis 1806 war er für das Borough Dungannon im County Tyrone, sowie von 1807 bis 1812 für das Borough Honiton in Devon erneut Mitglied des britischen House of Commons. 1809 erhielt er den Rang eines Colonel der Royal Marines und 1814 wurde er zum Vice-Admiral befördert.
Er diente als residierender Gouverneur von 1818 bis 1823 der Kronkolonie Neufundland. In seine Amtszeit fiel der Wiederaufbau der Hauptstadt St. John’s nach zwei Bränden in den Jahren 1818 und 1819. Er bemühte sich um den Ausbau der Landwirtschaft, scheiterte aber an den schlechten Böden der Insel. Die Wirtschaft litt unter einer verringerten Nachfrage nach Kabeljau und Hamilton regte die Verbreiterung der Fischereiwirtschaft auf Wale, Robben und Lachse an.

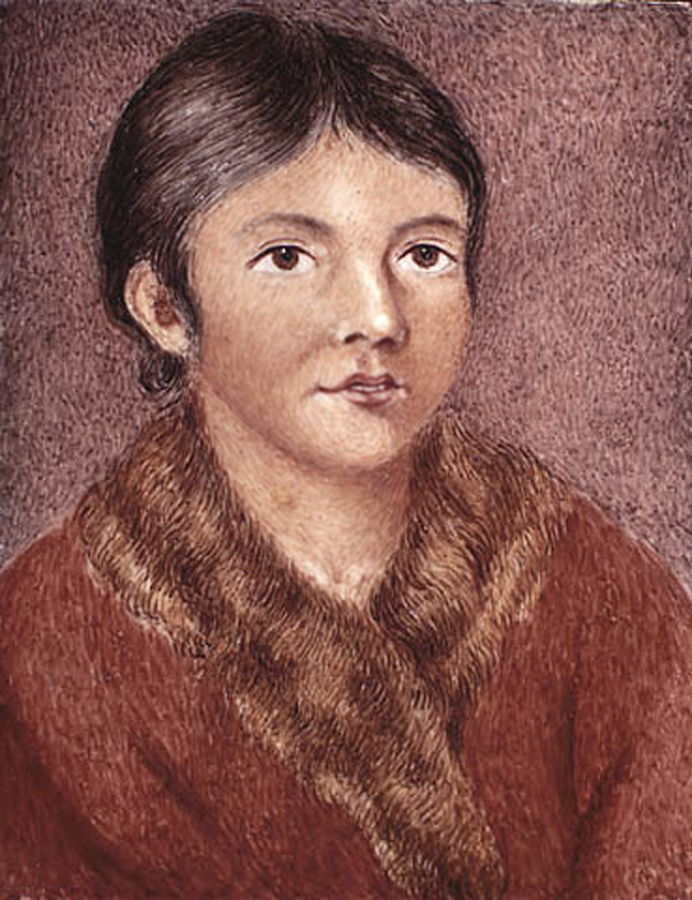
Demasduit (Mary March) 1819

Am 19. April 1803 heiratete er Henrietta Martha Drummond (1780–1857), Tochter des George Drummond, Gutsherr von Stanmore in Middlesex. Sie malte ein bekanntes Porträt der Demasduwit (Mary March), einer 1818 gefangengenommenen Beothuk.
1830 wurde er zum Admiral befördert und 1833 zum Knight Commander des Order of the Bath geschlagen.
Hamilton starb auf dem Familiensitz in Iping, Sussex. Seinen Titel erbte sein einziger Sohn Charles John James Hamilton (1810–1892) als 3. Baronet.
Nach ihm wurden die Bucht Hamilton Inlet und der Fluss Hamilton River (heute Churchill River), beide in Labrador, benannt.